# فرودگاه دکتر لوئس ماریا آرگانا
فرودگاه دکتر لوئس ماریا آرگانا (به انگلیسی: Dr. Luis María Argaña International Airport) (به زبان بومی: Aeropuerto Dr. Luis Maria Argaña) یک فرودگاه نظامی و همگانی با کد یاتا ESG است که یک باند فرود بتن دارد و طول باند آن ۳۵۰۰ متر است. این فرودگاه در کشور پاراگوئه قرار دارد و در ارتفاع ۱۶۹ متری از سطح دریا واقع شده‌است.